# Franziska Steffen
Pour les articles homonymes, voir Steffen.
Franziska Steffen, née le 25 août 1981 à Suradadi (Indonésie), est une skieuse acrobatique suisse spécialiste du ski cross. 

## Carrière
Franziska Steffen fait ses premiers pas en Coupe du monde en janvier 2003. Elle obtient son premier podium à Saas-Fee en novembre 2003 et sa première et seule victoire à Pozza di Fassa en janvier 2004.

## Palmarès

### Jeux olympiques
- Vancouver 2010 : 29e

### Championnats du monde
- 1 seule participation en 2005 (13e)

### Coupe du monde
- Meilleur classement général : 7e en 2004.
- Meilleur classement en ski-cross : 2e en 2004.
- 7 podiums dont 1 victoire.